# Мастриско (Терамо)
Мастриско (итал. Mastrisco) је насеље у Италији у округу Терамо, региону Абруцо.
Према процени из 2011. у насељу је живело 28 становника. Насеље се налази на надморској висини од 1107 м.